# Klucklod
Klucklod är ett stålmåttband som sträcks av en tyngd i ena änden. Tyngden är urskålad nedtill så att ett kluckande läte uppkommer när den träffar en vattenyta. På detta sätt kan man mäta t. ex. grundvattennivån i ett smalt rör utan att se vattenytan.
En särskild variant är kabelljuslod där måttbandet på tyngden har en elektrisk givare som tänder en indikatorlampa på bandhållaren och som tillsammans med ljudet meddelar kontakten med vattenytan. 